# Microsoft Theater
Il Microsoft Theater (precedentemente noto come Nokia Theatre LA Live) è un auditorium utilizzato per ospitare eventi musicali e teatrali situato nel centro di Los Angeles, in California. L'auditorium ospita 7.100 posti e ospita uno dei più grandi palchi al coperto negli Stati Uniti.

## Storia
Il teatro è stato progettato da ELS Architecture e Urban Design di Berkeley, in California su commissione dell'Anschutz Entertainment Group (AEG) nel 2002. È stato inaugurato il 18 ottobre 2007 con sei concerti con The Eagles e The Dixie Chicks. Il 7 giugno 2015, la sede è stata rinominata come Microsoft Theater come parte di un nuovo accordo sui diritti di denominazione con AEG Live. Come parte del nuovo accordo sui diritti di denominazione, la piazza di Los Angeles è stata rinominata anche Microsoft Square.